# Челышев, Виталий Алексеевич
Вита́лий Алексе́евич Че́лышев (род. 6 февраля 1948 года) — советский журналист, заместитель главного редактора и член редколлегии журнала «Журналист», секретарь Союза журналистов России, член Большого Жюри.

## Биография
Родился в Запорожье (Украина) в семье военнослужащего.
В 1976 окончил факультет журналистики МГУ.
- 1968—1972 годы — помощник печатника в типографии, постановщик на Запорожской студии телевидения, литературный работник в заводской газете «Коммунаровец».
- 1972—1983 годы — корреспондент газеты «Комсомолец Запорожья», редактор спецвыпуска на Днепрогэсе-2, заведующий отделом.
- 1978—1983 годы — декан молодёжного факультета Университета общественных корреспондентов, Запорожье.
- 1986—1988 годы — сотрудничество с АП «Новости».
- 1989—1991 годы — народный депутат СССР, председатель подкомитета экологических проблем промкомплекса в Комитете по экологии Верховного Совета СССР. Входил в «Межрегиональную депутатскую группу» парламента, известную своими демократическими инициативами. Участвовал в подготовке Декларации о создании МДГ, Закона о печати и других средствах массовой информации, по которому выступал в качестве содокладчика.
- 1990—1992 годы — вице-президент Международного комитета защиты свободы слова и прав журналистов.
- 1990—1992 годы — член Зелёной палаты Европарламента и межпарламентской конференции GLOBE International.
- 1991—1995 годы — главный редактор экологической газеты "Спасение".
- 1995—1998 годы — начальник Центра общественной политики Агентства "Книга-Сервис".
- 1998—1999 годы — заместитель директора Дирекции общественно-политических изданий ИД "Экономическая газета".
- 1999 год — создатель и главный редактор телерадиокомпании «Азарт».
- С 1999 года и по настоящее время — зам. главного редактора журнала «Журналист», член редколлегии.
- 2003—2009 годы — главный редактор дискуссионного интернет-ресурса журнала «Журналист» «Виртуальный Журналист».
- С 2006 и по настоящее время — член Большого Жюри.
- С 2008 и по настоящее время — секретарь Союза журналистов России.

Почётный работник печати РФ.

## Награды и премии
- Медаль «Защитнику свободной России».
- Почётный знак Союза журналистов России «Честь. Достоинство. Профессионализм».
- Лауреат премии «Золотой гонг».